# English toy terrier

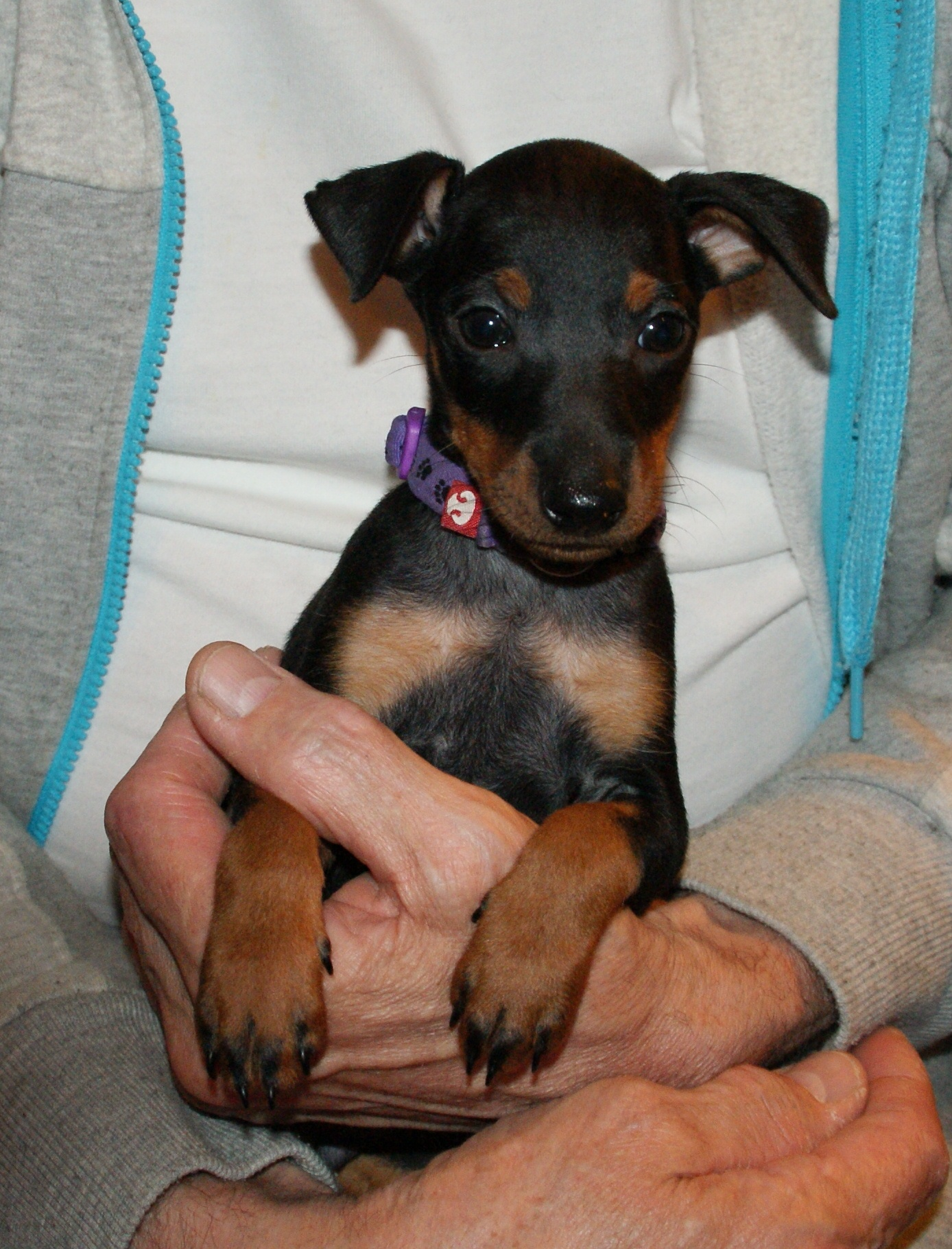
Valp

English toy terrier är en hundras från Storbritannien. Den är en terrier av dvärghundstyp som avlades fram under slutet av 1800-talet genom urval av små individer av manchesterterrierns föregångare Black-and-Tan Terrier.